# Хаханьян Григорій Давидович
Григорій Давидович Хаханьян (Тер-Хаханьян) (10 січня 1896, село Руїсі Горійського повіту Тифліської губернії, тепер Республіка Грузія — розстріляний 23 лютого 1939, місто Москва) — радянський військовий діяч, начальник політичного управління Українського військового округу, комкор. Член ЦК КП(б)У в червні 1930 — травні 1937 року. Член Організаційного бюро ЦК КП(б)У в червні 1930 — червні 1934 року. Член Комісії радянського контролю при РНК СРСР в лютому 1934 — лютому 1938 року.

## Біографія
Народився 28 грудня 1895 (10 січня 1896) року в родині вчителя. У 1915 році закінчив 3-у Тифліську гімназію і поступив на історико-філологічний факультет Московського університету. Під час навчання працював носієм, чорноробом евакуаційного пункту в Москві. У 1916 році разом із іншими студентами був призваний в російську армію.
З січня по серпень 1916 року — завідувач пункту харчування Земського союзу на Західному фронті.
У вересні 1916 — лютому 1917 року — курсант 3-ї школи прапорщиків у Москві.
Член РСДРП(б) з березня 1917 року.
З лютого по жовтень 1917 року — прапорщик 157-го запасного стрілецькому полку 71-ї піхотної дивізії в Камишлові Пермської губернії. За агітацію проти продовження війни був у 1917 році заарештований, але під тиском солдат звільнений. Незабаром був відправлений на Західний фронт у місто Двінськ, де продовжував революційну агітацію серед солдатів запасних частин.
З жовтня 1917 по лютий 1918 року — товариш (заступник) голови армійського комітету 5-ї російської армії в місті Двінську. Делегат 2-го Всеросійського з'їзду рад. У жовтневі дні 1917 року в Петрограді брав участь в штурмі Зимового палацу і захопленні Балтійського вокзалу. 
З лютого 1918 року — начальник оперативного відділу військово-революційного комітету у Великих Луках. У травні — серпні 1918 року — військовий комісар Псковської стрілецької дивізії. У серпні 1918 року — начальник оборони Свіяжська. У серпні 1918 — квітні 1919 року — помічник начальник, начальник оперативної частини (оперативного відділу) штабу 5-ї армії РСЧА на Східному фронті. У квітні 1919 — листопаді 1921 року — командир 3-ї та 1-ї (79-ї) бригад 27-ї Омської стрілецької дивізії РСЧА на Західному та Східному фронтах, помічник командира 27-ї Омської стрілецької дивізії. У березні 1921 року брав участь в придушенні повстання в Кронштадті.
У листопаді 1921 — червні 1922 року — в резерві політсекретаріату Народного комісаріату з військових і морських справ Грузинської РСР. У червні — грудні 1922 року — помічник начальника із стройової частини військово-політичних курсів Червоноармійського університету в Тифлісі Грузинської РСР.
У грудні 1922 — жовтні 1923 року — командир 27-ї Омської стрілецької дивізії в місті Орші.
З жовтня 1923 по червень 1924 року — курсант Вищищ військово-академічних курсів (ВАК) військово-командного складу при Військовій академії РСЧА.
У червні 1924 — січні 1925 року — начальник військового факультету Військово-повітряної академії імені Жуковського. У січні 1925 — лютому 1927 року — начальник і військовий комісар Стрілецько-тактичних курсів удосконалення командного складу РСЧА (він же — голова стрілецького комітету РСЧА).
У лютому 1927 — червні 1929 року — командир і військовий комісар 19-го Приморського стрілецького корпусу Сибірського військового округу в місті Хабаровську.
У червні 1929 — січні 1930 року — старший керівник Військової академії РСЧА імені Фрунзе.
У січні 1930 — квітні 1934 року — член Революційної військової ради (РВР) і начальник політичного управління Українського військового округу в місті Харкові.
У квітні 1934 року зарахований до резерву РСЧА, зважаючи на обрання членом Комісії радянського контролю при РНК СРСР.
У березні 1934 — грудні 1936 року — керівник групи воєнного контролю Комісії радянського контролю при РНК СРСР. З жовтня 1935 по травень 1937 року — член Бюро Комісії радянського контролю при РНК СРСР.
У грудні 1936 — лютому 1938 року — начальник політичного управління Особливої Червонопрапорної Далекосхідної армії. Одночасно, у травні 1937 — лютому 1938 року — член Військової ради Особливої Червонопрапорної Далекосхідної армії.
1 лютого 1938 року заарештований органами НКВС. Засуджений Воєнною колегією Верховного суду СРСР 22 лютого 1939 року до страти, розстріляний наступного дня. Похований на Донському цвинтарі Москви.
11 квітня 1956 року реабілітований. 21 листопада 1956 року посмертно відновлений у партії. 

## Звання
- прапорщик російської армії
- комкор (15.02.1936)

## Нагороди
- три ордени Червоного Прапора (28.01.1920, 5.01.1921, 31.12.1921)
- почесна революційна зброя (12.12.1921)